# Cyber-shot

Das Cyber-shot-Logo

Cyber-shot ist eine Produktmarkenbezeichnung, unter der der japanische Hersteller Sony seit 1996 seine Kompakt-Digitalkameras vertreibt. Hiermit werden innerhalb des Sony-Produktprogramms die Kompaktkameras von den Systemkameras (Marke Alpha, seit 2006) und Camcordern (Marke Handycam) abgegrenzt.
Kurzzeitig (2008–2009) wurde die Marke Cyber-shot auch von Sony Ericsson für Kombigeräte aus Mobiltelefon und Digitalkamera verwendet.
Viele Cyber-shot-Modelle verfügen über ein integriertes Objektiv von Carl Zeiss. Daneben gibt es – außer der Tatsache, dass es sich durchweg um Digitalkameras ohne Wechselobjektiv handelt – wenig Gemeinsamkeiten; die Marke umfasst ein weites Spektrum an Bauformen/-größen, Funktionen und sonstigen technischen Merkmalen für verschiedene Anwender-Zielgruppen. Die Palette reicht von einfachen Kleinstkameras (Ultrakompakt-/Subminiaturkameras) über typische Kompaktkameras bis zu Bridgekameras für den Prosumer-Bereich, teilweise als Superzoom-Kamera und mit Video-Funktionen.

## Modellserien
Alle Cyber-shot-Kameras tragen als Typenbezeichnung das Buchstabenkürzel DSC (Abkürzung für Digital Still Camera), gefolgt von einem Buchstabenkürzel für die Modellserie. Aktuell (Stand Mitte 2013) werden insbesondere die folgenden Serien im Handel angeboten:
- DSC-H und HX: Bridgekameras
- DSC-R und RX: Kompaktkameras mit Bildsensoren und optischem Zoom der gehobenen Klasse, erweiterte Funktionen
- DSC-W und WX: Kompaktkameras der Einsteigerklasse, besonders leicht und klein, einfach in der Bedienung

In der Vergangenheit waren weiterhin die Serien DSC-D, F/FX, G, J, L, M, N, P, S/ST, T/TF/TX, U und V in Gebrauch.
Das X bezeichnet dabei die "Exmor R"-Sensor, welche bei Sony für rückbeleuchtete Sensoren stehen.

## Galerie

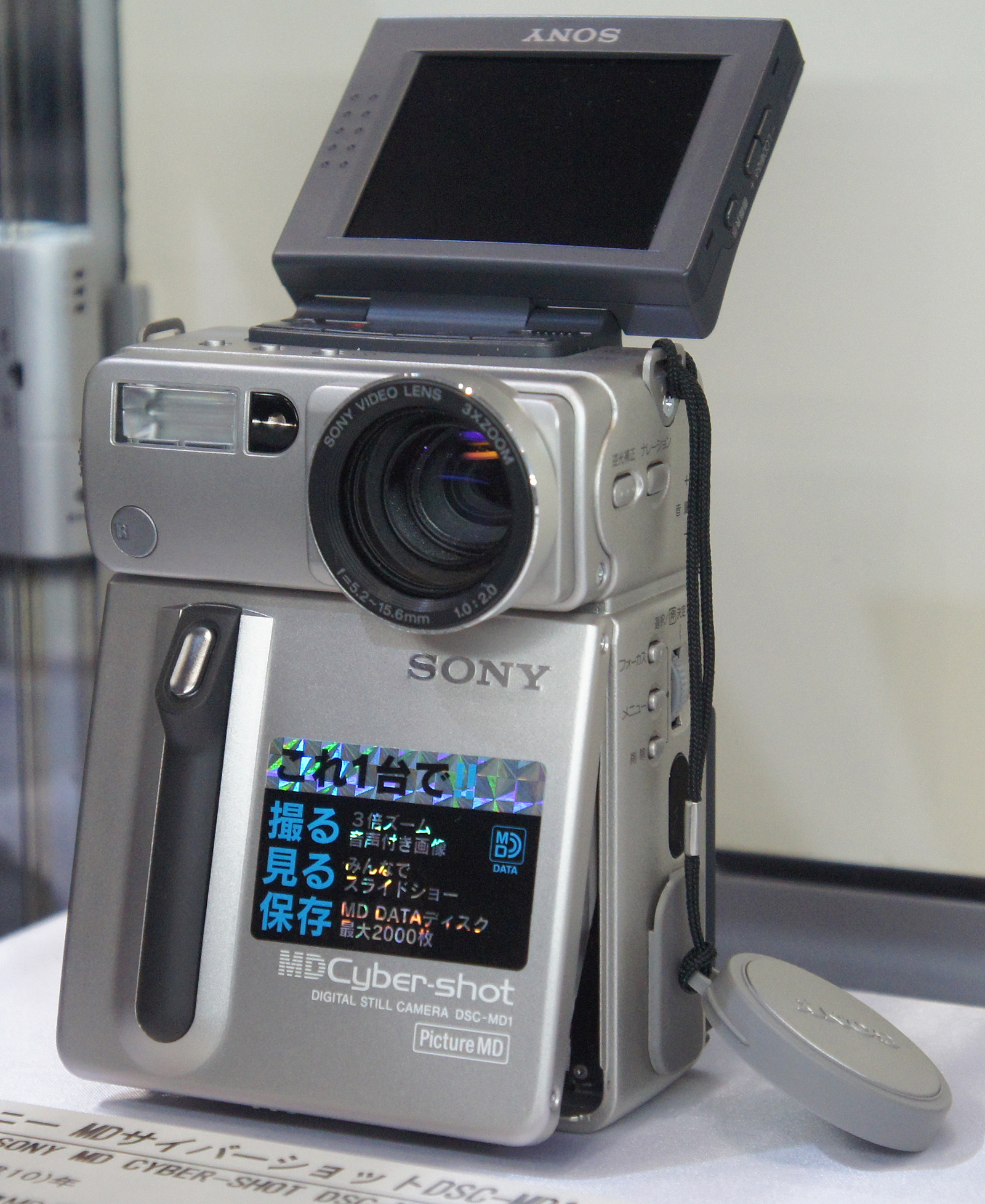
Cyber-shot DSC-MD1 Digitalkamera für Daten-MiniDiscs (1997)
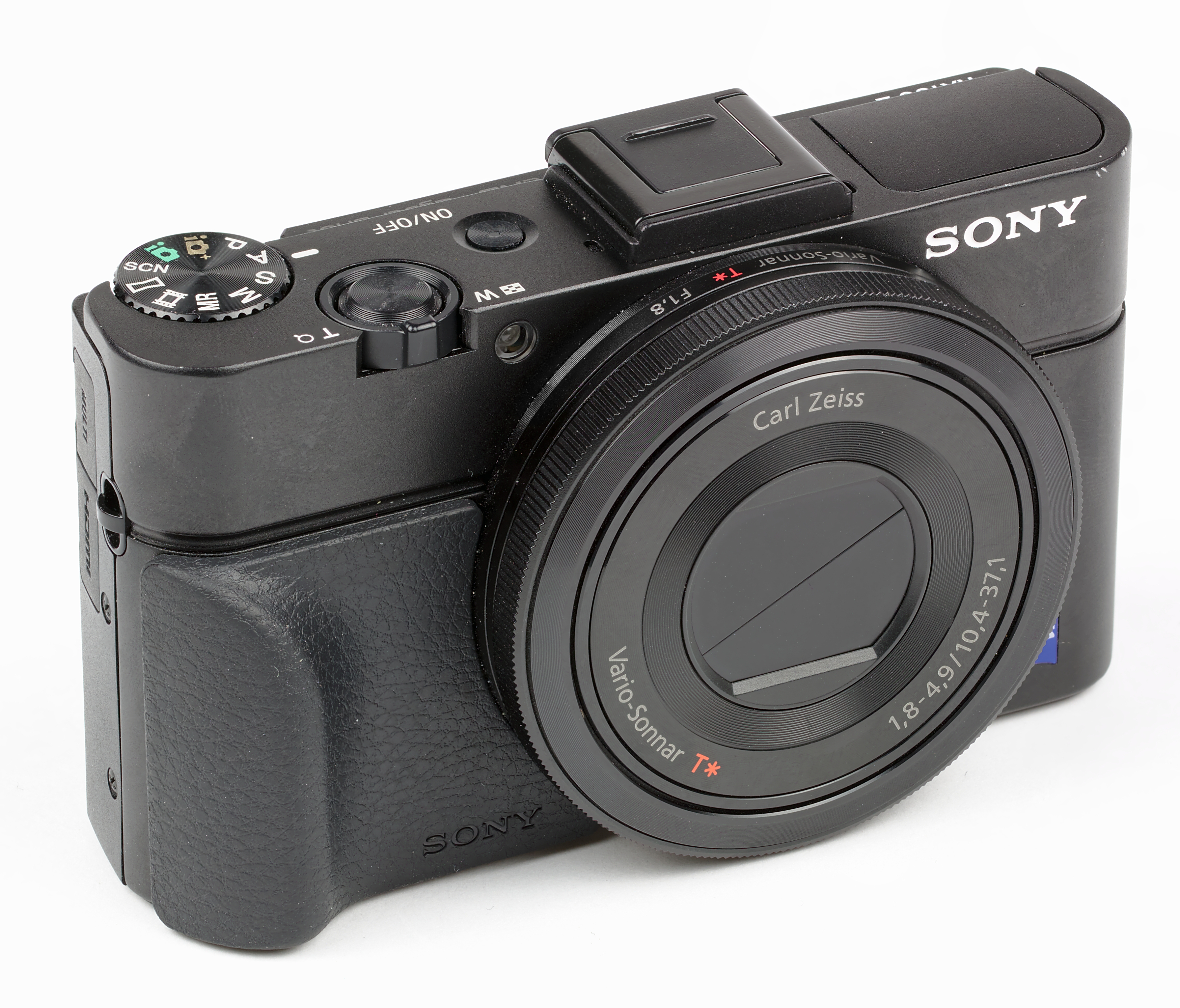
Sony Cyber-shot DSC-RX100M2 aus dem Jahr 2013 mit montiertem Griff
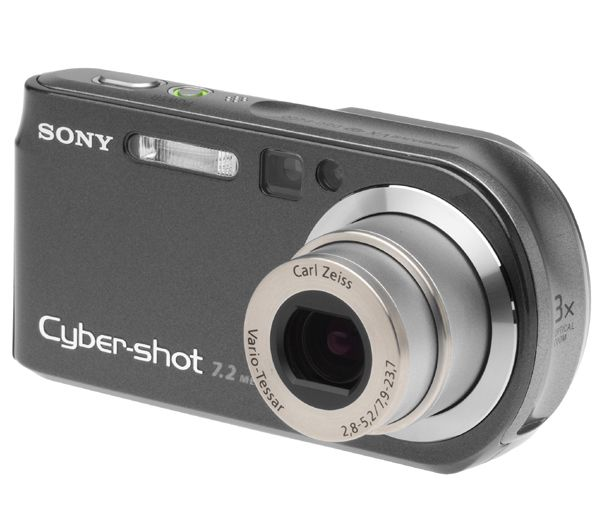
Cyber-shot DSC-P200, eine Miniaturkamera aus der Modellserie P (2005–2006)